# حوضه آبریز خلیج فارس و دریای عمان

موقعیت حوضه آبریز خلیج فارس و دریای عمان

حوضه آبریز خلیج فارس و دریای عمان یکی از حوضه‌های باز ایران است که در تقسیم‌بندی حوضه‌های آبریز ایران، حوضهٔ اصلی به شمار می‌رود. مساحت این حوضه، ۴۲۴٬۰۲۹٫۶ کیلومتر مربع است و به ۹ زیرحوضهٔ درجه ۲ تقسیم شده‌است که مهمترین آن کارون بزرگ است. این حوضه شامل آبراهه‌هایی است که به دریای عمان یا خلیج فارس منتهی می‌شوند. عمدهٔ این آبراهه‌ها کاملاً در داخل ایران جریان می‌یابند تا وارد آب‌های آزاد شوند ولی برخی پس از گذر از مرز های ایران، وارد دریا می شوند مانند کرخه که بعد از ورود به عراق در خلیج فارس تخلیه می‌شود و رود نهنگ که پس از ورود به پاکستان به دریای عمان وارد شود.

## جغرافیا
حوضهٔ آبریز خلیج فارس و دریای عمان در جنوب و غرب ایران قرار دارد و شامل رودهایی است که به دریاهای آزاد جنوب ایران می‌ریزند. استان‌های کرمانشاه، ایلام، لرستان، خوزستان، کهگیلویه و بویراحمد، بوشهر و هرمزگان به طور کامل یا تقریباُ کامل در این حوضه قرار دارند. هم‌چنین بزرگ‌ترین حوضهٔ آبریز استان‌های چهارمحال و بختیاری و فارس است. بخش‌هایی از استان‌های آذربایجان غربی، کردستان، همدان، مرکزی، اصفهان، کرمان و سیستان و بلوچستان نیز در این حوضه قرار گرفته است.
رودهایی که در شمال غربی این حوضه جاری هستند، پس از گذر از مرز ایران و عراق به مسیر خود ادامه داده و به رود دجله می‌ریزند. این رودها در زیرحوضهٔ مرزی غرب قرار می‌گیرند و مهم‌ترین آن‌ها رود زاب کوچک است. رودهای کرخه، کارون بزرگ، جراحی و زهره رودهای بزرگی هستند که از طریق استان خوزستان به خلیج فارس منتهی می‌شوند. رودهای مهم دیگری که به خلیج فارس می‌ریزند، شامل حله و مند در استان بوشهر و کل و مهران در استان هرمزگان است.
رودهای میناب، جگین، گابریک و سدیج رودهای بزرگی هستند که از طریق هرمزگان به دریای عمان می‌ریزند. رودهای مهمی که از سیستان و بلوچستان وارد دریای عمان می‌شوند، رابچ، کهیر و باهوکلات هستند. رود نهنگ نیز پس از گذر از مرز ایران و پاکستان، به دشت رود می‌ریزد و در نهایت، وارد دریای عرب می‌شود.
مساحت حوضهٔ آبریز خلیج فارس و دریای عمان ۴۲۴٬۰۲۹٫۶ کیلومتر مربع است. این حوضه به ۹ زیرحوضهٔ درجه ۲ (فرعی) تقسیم شده‌است. میانگین بلندمدت بارندگی سالانهٔ حوضه حدود ۳۶۰ میلیمتر است. بیشترین میانگین بارندگی سالانه در زیرحوضهٔ کارون بزرگ به میزان ۶۴۶ میلیمتر و کمترین آن در زیرحوضهٔ بلوچستان جنوبی به میزان ۱۰۶ میلیمتر است.

## زیرحوضه‌ها
برپایهٔ دستور العمل تقسیم‌بندی حوضه‌های ایران، حوضهٔ آبریز خلیج فارس و دریای عمان به زیرحوضه‌های زیر تقسیم می‌شود:
| کد | نام زیرحوضه     | مساحت کیلومتر مربع | تعداد زیرحوضه‌ها | منبع فهرست |
| -- | --------------- | ------------------ | --------------- | ---------- |
| ۲۱ | مرزی غرب        | ۳۹٬۲۹۷٫۸           | ۶               | [ ۵ ]      |
| ۲۲ | کرخه بزرگ       | ۵۱٬۹۱۲٫۳           | ۳               | [ ۶ ]      |
| ۲۳ | کارون بزرگ      | ۶۶٬۶۷۵٫۹           | ۳               | [ ۷ ]      |
| ۲۴ | جراحی–زهره      | ۴۰٬۸۲۰٫۸           | ۲               | [ ۸ ]      |
| ۲۵ | حله و شرق و غرب | ۲۱٬۳۰۹٫۱           | ۳               | [ ۹ ]      |
| ۲۶ | مند و کفه‌ها     | ۴۷٬۸۰۲             | ۲               | [ ۱۰ ]     |
| ۲۷ | کل–مهران–جزایر  | ۶۲٬۸۹۵٫۸           | ۴               | [ ۱۱ ]     |
| ۲۸ | بندرعباس–سدیج   | ۴۴٬۷۹۲٫۲           | ۶               | [ ۱۲ ]     |
| ۲۹ | رابچ–باهوکلات   | ۴۸٬۵۲۳٫۷           | ۷               | [ ۱۳ ]     |